# Ільїчов Леонід Федорович
Леонід Федорович Ільїчов (15 березня 1906, місто Катеринодар, тепер місто Краснодар, Російська Федерація — 17 серпня 1990, Москва) — радянський партійний діяч та філософ, доктор філософських наук, професор (1940), академік Академії наук СРСР (29.06.1962). Кандидат у члени ЦК КПРС (1952—1956 і 1981—1990). Член Центральної ревізійної комісії КПРС (1956—1961 і 1976—1981). Член ЦК КПРС (1961—1966). Секретар ЦК КПРС (1961—1965). Депутат Верховної Ради Російської РФСР 2—3-го і 5-го скликань. Депутат Верховної Ради СРСР 6-го скликання.

## Біографія
Народився в селянській родині. У 1918—1924 роках — учень ливарника, підручний ливарника на заводі в місті Катеринодарі.
Член РКП(б) з 1924 року.
У 1924—1927 роках — на комсомольській роботі в Краснодарі і Ростові-на-Дону: завідувач політпросвітвідділу, секретар районного комітету ВЛКСМ, в апараті окружного комітету ВЛКСМ.
У 1930 році закінчив Північно-Кавказький комуністичний університет.
З 1930 по 1931 рік — викладач Північно-Кавказького комуністичного університету.
У 1931—1934 роках — в апараті Північно-Кавказького крайового комітету ВКП(б). Одночасно до 1934 року — завідувач кафедри Горського сільськогосподарського інституту імені Серго Орджонікідзе в місті Владикавказі (Орджонікідзе).
У 1938 році закінчив Філософський інститут червоної професури в Москві.
У 1938—1940 роках — член редакційної колегії і відповідальний секретар редакції журналу «Большевик». У 1940—1944 роках — член редакційної колегії і відповідальний секретар редакції газети «Правда».
У 1944—1946 роках — відповідальний редактор, у 1946—1948 роках — головний редактор газети «Известия».
У 1948 році — заступник начальника Управління пропаганди і агітації ЦК ВКП(б). У 1948—1949 роках — 1-й заступник завідувача відділу пропаганди і агітації ЦК ВКП(б).
З березня 1949 року — завідувач кафедри журналістики Вищої партійної школи при ЦК ВКП(б).
20 липня 1949 — 23 червня 1951 року — 1-й заступник головного редактора газети «Правда».
23 червня 1951 — 1952 року — головний редактор газети «Правда».
У 1953—1958 роках — завідувач відділу друку і член колегії Міністерства закордонних справ СРСР. Одночасно очолював редакцію журналу «Международная жизнь».
У 1958 — грудні 1962 року — завідувач відділу пропаганди і агітації ЦК КПРС по союзних республіках.
31 жовтня 1961 — 26 березня 1965 року — секретар ЦК КПРС з питань ідеології. 23 листопада 1962 — 26 березня 1965 року — голова Ідеологічної комісії ЦК КПРС. 20 грудня 1962 — травні 1965 року — завідувач ідеологічного відділу ЦК КПРС. Ідеолог хрущовської антирелігійної кампанії.
У травні 1965 — 1989 року — заступник міністра закордонних справ СРСР.
З 1989 року — персональний пенсіонер союзного значення. У 1989 — серпні 1990 року — радник при Міністерстві закордонних справ СРСР.
Автор праць з діалектичного й історичного матеріалізму, методологічних проблем суспільниз і природничих наук, питань зовнішньої політики СРСР і міжнародних відносин та ін. Один з авторів книги «Віч-на-віч з Америкою» (1959). Був головою Наукової ради АН СРСР з комплексної проблеми «Закономірності розвитку соціалізму і переходу до комунізму».
Помер 17 серпня 1990 року. Похований на Кунцевському цвинтарі в Москві.

### Основні праці
- 1939 — Корифеї революційної науки. — М., (в співавт.);
- 1940 — Про книгу Ф. Енгельса «Людвіг Фейєрбах і кінець класичної німецької філософії». — М.;
- 1941 — Про роль особистості в історії. — М.;
- 1953 — Про працю Ф. Енгельса «Анти-Дюрінг». — М.;
- 1958 — Прогрес науки і техніки та міжнародні відносини. — М.;
- 1959 — Віч-на-віч з Америкою. Розповідь про поїздку Н. С. Хрущова в США. — М., (в співавт. з О. І. Аджубеєм, М. М. Грибачовим, П. О. Сатюковим, Ю. О. Жуковим);
- 1960 — В. І. Ленін. Біографія. Т. 1—2. — М., (8-е вид. 1987, в співавт.);
- 1962 — Ленінським курсом до перемоги комунізму. — М.;
- 1962 — Наукова основа керівництва розвитком суспільства. — М.;
- 1962 — Основи політичних знань. — 4-е вид., — М., (редактор);
- 1963 — Методологічні проблеми природничих та суспільних наук. — М.;
- 1963 — Суспільні науки та комунізм. — М.;
- 1970 — Фрідріх Енгельс: Біографія. — М., (редактор);
- 1971 — Мислитель, борець, людина (про Фрідріха Енгельса). — М.;
- 1977 — Філософія та науковий прогрес: деякі методологічні проблеми природознавства та суспільствознавства. — М.;
- 1978 — «Анти-Дюрінг» Ф. Енгельса і сучасність. — М., (разом з Т. І. Ойзерманом);
- 1981 — Проблеми матеріалістичної діалектики: про світоглядну та методологічну функції діалектики. — М.;
- 1982 — Матеріалістична діалектика як загальна теорія розвитку. Кн. 1—4. — М., 1987 (редактор);
- 1983 — Історичний матеріалізм: проблеми методології. — М.;
- 1983 — Філософський енциклопедичний словник (2-е вид. 1989, редактор).

## Звання
- Надзвичайний і Повноважний Посол СРСР

## Нагороди
- три ордени Леніна (4.05.1962; 13.03.1981; 14.03.1986)
- орден Жовтневої Революції (22.10.1971)
- орден Вітчизняної війни І ст. (23.09.1945)
- п'ять орденів Трудового Червоного Прапора (11.07.1945; 8.07.1949; 15.02.1961; 23.03.1966; 15.03.1976)
- орден «Знак Пошани» (7.04.1956)
- медаль «За трудову доблесть» (25.12.1959)
- медалі
- Ленінська премія (1960) — за участь у створенні книги «Віч-на-віч з Америкою» (про поїздку Микити Хрущова в США).[1].
- премія імені Воровського (1963)
- премія імені Фрідріха Енгельса (1981)